# (2429) Schürer
(2429) Schürer – planetoida z pasa głównego asteroid okrążająca Słońce w ciągu 4 lat i 46 dni w średniej odległości 2,57 au. Została odkryta 12 października 1977 roku w obserwatorium w Zimmerwald przez Paula Wilda. Nazwa planetoidy pochodzi od Maxa Schürera (1910-1997), szwajcarskiego astronoma, który w latach 1947-1980 był dyrektorem Instytutu Astronomii na Uniwersytecie w Bernie. Przed nadaniem nazwy planetoida nosiła oznaczenie tymczasowe (2429) 1977 TZ.